# Szíjártó Imre
Szíjártó Imre (1962. április 13. –) magyar-orosz-lengyel szakos középiskolai tanár.

## Munkahelyek
1987-1988 között a Kossuth Lajos Tudományegyetem (KLTE) Szláv Filológiai Intézet munkatársa, tudományos segédmunkatársa. 1988-1998 között a Medgyessy Ferenc Gimnázium és a Tóth Árpád Gimnázium, középiskolai tanára. 1994-1998ig a Hajdú-Bihar megyei Pedagógiai Intézet szaktanácsadója volt. 1991-1996 között a KLTE Szláv Filológiai Intézet és a Lengyel Nyelv és Irodalom Tanszék óraadója. 1998-2002 között a Maribori Egyetem Magyar Nyelv és Irodalom Intézeténél magyar lektor. 2002-2007 között a Debreceni Egyetem Európai Tanulmányok Központjának tudományos munkatársaként tevékenykedett. 2002-től az ELTE Művészetelméleti és Médiakutatási Intézetnek az óraadója a filmelmélet és filmtörténet szakon. Kelet-európai film speciálkollégium és előadás, tanításmódszertan szeminárium. 2005-től az egri Eszterházy Károly Főiskola főiskolai docense. A mozgóképkultúra és médiaismeret MA szak felelőse. Filmtörténet, filmelmélet, filmelemzés, mozgóképelemzés, a mozgóképkultúra és médiaismeret tanításának módszertana.

## Tudományos fokozat
PhD (2002, Nevelés- és művelődéstudomány, DE), habilitáció (2010, DE)

## Kutatási terület
A kelet-közép-európai országok filmje, a mozgókép- és médiaoktatás módszertana.

## Fontosabb publikációk
Kötetek
- Moszkva, Varsó, Maribor, Válogatott tanulmányok, A filmesztétikától a médiaismeretig, A mozgókép- és médiaoktatás Magyarországon 1960-2000, A mozgóképkultúra és médiaismeret tanításának módszertana

### Tanulmányok folyóiratokban
- Filmkultúra, Filmvilág, Metropolis, Moveast, Jel-Kép, Kultúra és Közösség, Médiakutató, Jelenkor, Nagyvilág, Napút, Tiszatáj, Porównania, Slavica, Studia Slavica Hungarica, Studia Slavica Savariensia, Educatio, Iskolakultúra, Új Pedagógiai Szemle tanulmánykötetekben (lengyel, szlovén, angol, német nyelven), Fordítások és műfordítások lengyel, szlovén és orosz nyelvről irodalmi és filmes folyóiratokban